# Neoclosterus bernardii
Neoclosterus bernardii là một loài bọ cánh cứng trong họ Cerambycidae.